# バイオハザード アウトブレイク

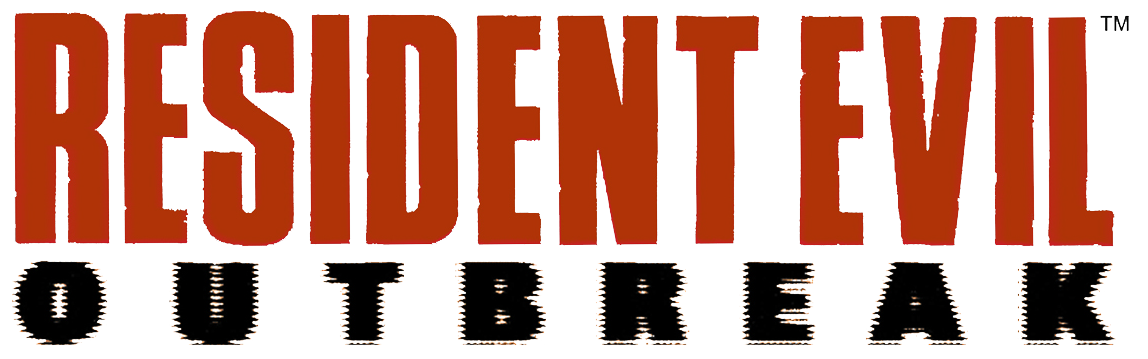
海外版のロゴ

『バイオハザード アウトブレイク』（BIOHAZARD OUTBREAK）は、2003年12月11日にカプコンよりPlayStation 2用として発売されたホラーアクションアドベンチャーゲーム。2004年3月31日にアメリカで、2004年9月17日にはヨーロッパでも発売。『バイオハザードシリーズ』の本編とつながりがある番外編である。2004年にはマイナーチェンジした続編『バイオハザード アウトブレイク ファイル2』が発売された。

## 概要
PlayStation 2をインターネット接続することでオンラインゲームとしてもプレイ可能。オンラインモードをプレイするにはKDDIのオンラインゲーム用ネットワークサービス「マルチマッチングBB」の契約が必要となるが、同サービスが2011年6月30日で終了したため、それ以降はオフラインモードでしかプレイできなくなった。
全世界累計売上本数は145万本。
ラクーンシティで『バイオハザード2』や『バイオハザード3 LAST ESCAPE』の主人公たちがアンブレラと戦っている中、生き延びようとあがく一般市民たちの苦悩や葛藤を描いた作品。最終的には戦術ミサイルによりラクーンシティは消滅するが、その当日の数日前から数時間前までが描かれている。
『2』や『3』と同様の時間軸で描かれ、これらの作品に関連したイベントも見られる。プレイヤーは8人の一般市民のうち1人を使い、ラクーンシティからの脱出を目的とする。
ラクーンシティが舞台になるうえ、シリーズ初のオンラインモードが装備されたことから期待されていたが、シリーズでおなじみの隠し要素に関するバグがあり、隠し要素が出現しないようになっていた。カプコンはオンラインモードにゲームルールを追加し、それをプレイすることで隠し要素出現のための条件を満たせるようにしている。後述の通り、ゲーム中に一切のチャットができない代わりのアドリブシステム、個性豊かなキャラクターにより常に自分の役割を状況に応じて判断して操作するなど、過去作品にない楽しみ方ができるほか、それらに登場したメインキャラクターやサブキャラクターとのザッピング、ニアミス、『2』や『3』で登場したMAPなどの演出も多く、やり込み要素もシリーズを通して多い。

## オンライン
特徴
- 同じキャラは選択できない。
- ゲーム自体の参加費は無料だが、プレイするにはKDDIの運営する有料サービスのマルチマッチングBBに加入しなければならない。
- ゲームプレイ前はチャットはできるが、ゲームプレイ中はチャットができず、あらかじめ用意されているアドリブ・アピールで意思疎通などを行なう。
- 同時参加人数は最少1人から最大4人。
- 部屋を作り、参加者を募るシステムでチャットをしながら参加者を待てる。設定は難易度、キャラクター、待ち時間、部屋のタイトルを編集可能。ただし、開いた後は閉じなければ編集できない。

オフラインとの違い
- アイテムがランダム配置。
- ウィルスゲージが100%になりゲームオーバーとなった場合、ゾンビになって動き回れる。制限時間は2分である。味方への攻撃も可能でドアの開閉もできる。ただし、ハシゴの乗降はできない。一般的に荒らし行為として認識されている。
- セレクトボタンを押しても時間は止まらない。
- ゾンビとなった場合、制限時間内でもムービーが開始されればゲームオーバーとなる。
- 他のキャラからのアイテム要求文が表示されるようになり、こちらが要求した場合は相手側に要求文が表示される。
- 追加設定として、味方の攻撃が当たるかどうか決められる。これによりあえて味方同士で戦うというプレイも可能である。

OUTBREAK ロビー
- 16フロアあり、1フロアに20部屋を作れる。
- 本編に収録されているシナリオ5つを最初から最後までプレイしていくモードと、難易度とキャラクターを選択して部屋を開いて募っていくモードがある。

### ゲーム概要
本作では多数のシステムを追加している。
5つのシナリオ
本作では1つの長いシナリオをプレイするのではなく、それぞれが独立した5つの短いシナリオから1つを選んでプレイすることになる。最初はシナリオを1つしか選べないが、順番にシナリオをクリアすることで選べるシナリオが増えていく。基本的にシナリオのラストにはボスが待ち構えている。
仲間 (AIPC) が存在する
本作では、AIが操作する2人（オンラインでは他のプレイヤーが操作するキャラクターが最大3人）の仲間がプレイヤーと一緒に行動してくれる。また、オフラインでのAIの操作も使用するキャラクターによって癖があり、回復アイテムをすぐに使ったり、なかなか使わなかったり、ゾンビなどの弱い敵に対し、ボス戦で使用するような強力な武器を惜しみなく使用する好戦的なキャラクターや、なかなか攻撃してくれない非好戦的なキャラクターなど、さまざまなタイプが登場する。
AIの行動パターンとしては大まかに分けてプレイヤーに同行して行動するタイプと、プレイヤーとは別に単独で行動するタイプの2種類に分かれている。前者は基本的にプレイヤーキャラと一緒に行動し、プレイヤー側の指示や誘導に従ってくれることも多いなど割と協力的なタイプで、探索を進めやすい反面クリーチャーとの戦闘に巻き込まれやすいなど、プレイヤーの誘導が重要になる場面が多い。後者は一部を除き、大抵の場面で単独行動を取り、プレイヤー側の誘導や指示を拒否したり無視することが多いなど非協力的なタイプで、プレイヤーが指示しても付いてこないことが多く、単独行動中に重傷を負ったり、弾薬を無駄遣いしたりすることも多い。そのほか、クリーチャーのいるエリアではパニックになって敵の存在を無視しながら走り回ったり、指示がない時などは大抵辺りを動き回っていることが多いため、クリーチャーに突っ込んで攻撃を受け続けて負傷したり、瀕死になったりするので、プレイヤー側の的確な指示・誘導が重要になってくる。
仲間同士で収集したアイテムを受け渡しすることも可能で、あるプレイヤーが荷物持ちになったり、足りないアイテムを融通してもらうということもできる。
オンラインでは個々のプレイヤーが自分で状況を判断し、仲間と協力して戦ったり、独断で行動したりできることも本作の特徴であった。
新しい種類の武器
過去作品と違い、一般市民がプレイヤーキャラクターであるため、包丁や鉄パイプなどの身近にある物も武器として登場する。威力は銃器と比べると貧弱であるが、それらの扱いに長けるキャラクターがいる・難易度が高くなるほど弾薬に困るなどの理由から、シナリオにもよるがメイン武器として使用される場合もある。
ゾンビなどの雑魚敵の出現数が無限
過去作品では、ゾンビなどの雑魚敵は最初から登場する位置と数が決まっていたため、一定のエリアに一定数配置された敵を倒せばそのエリアは例外を除いて敵が再び出現することは無かった。しかし、本作では登場する雑魚敵の出現数は特に決まっておらず、これまで通ったルートでゾンビを倒していても戻ってくるとまた新たなゾンビが配置されていたり、ドアをこじ開けて入ってくる場合もある。また、敵によっては倒しても死体が消えず、一定時間経過することで復活するものもいる。
アドリブ
今回はデフォルトでは□ボタンを押すと、状況に合わせてキャラクターが何かセリフを喋るようになった。キャラクターの組み合わせによってはシナリオの軸となる重要な話や現在の状態、心情などを聞くことが出来る。セリフパターンはそこまでは多くないものの、発言内容自体はどことなく印象強いものが多い。
アピール
L2ボタンとR3スティックの組み合わせにより、他キャラクターの名前を呼んだり、「GO!」、「HELP!」、「COME ON!」などの簡単な会話を組み合わせることで、AIPC（オンラインなら他PC）との意思疎通を図れる。オフ・オンに限らず、これらの要求にAIPCや他PCが応えてくれるとは限らないが、オンラインにおいてはこれが本作の楽しみの1つであった。
ドアの開閉
過去作品では開かないドアがあった場合、カギやカードキー、パスナンバーなどでロックを解除する必要があったが、本作では鍵穴がもろくなっている場合であれば、攻撃したりキーピックを使うことで強引に開けることが可能になった。ドア以外にもロッカーやシャッターなどがあり、耐久度は場所や難易度によってさまざまである。ドアによってはカギが存在せず、破壊することでしか開けられないものもある。
ウィルスゲージ
これはキャラクターのウィルス感染進行度を表している。時間が経つと徐々に進行するほか、敵の攻撃や一部の仕掛けでも上昇し、100%になると体力が満タンでもゲームオーバーになる。一時的に進行を止めることはできるが、完全に止めることは基本的にはできない。オンライン時に100%になるとプレイヤーはゾンビとなり、他のプレイヤーやドアなどを攻撃できるようになるが、制限時間がある。本作では即死攻撃の場合を除いて体力が0になっても死亡せず、地面に倒れ、はいずり状態になる。はいずり状態では、ウィルスゲージが通常の60倍のスピードで進行するため、それにより実質ゲームオーバーとなる。ゲージが100%になる前に起こしてもらったり回復アイテムを使えば進行は通常に戻るが、回復アイテムを使って立ち上がった場合はDANGER状態のままで体力回復の効果はない。ウィルスが消滅してゲージも消えるアイテムも存在する。
スペシャルアクション
キャラクターごとにそれぞれ違ったスペシャルアクションを持っている。スペシャルアクションの内容は後述。
パーソナルアイテム
キャラクターがシナリオ開始時に所持しているアイテム。各人で種類が異なり、仲間に受け渡すことや捨てることはできない。
SPアイテム
いわゆる隠しアイテム。作中のさまざまな場所で入手できる。こちらは登場人物の趣味などの細かな設定が理解できたり、シリーズに出てきたキャラクターの名前が登場していたりする。また、取得することでゲーム終了時のリザルトポイントが増えるほか、特定のSPアイテムを集めることがある隠し要素の出現条件となっている。
メニュー画面時のゲームの進行
従来ではアイテムが閲覧できるメニュー画面に切り替えるとプレイ状態がストップしていた。しかし、本作では半透明になったプレイ画面にメニューが表示されるだけであり、この画面の時にも敵が攻撃してくる。したがって、マップの確認、ファイルによるクリア推理、アイテムの合成などが敵に襲われた際に中断されるため、場所を考えてしなければならない。ただし、シングルプレイ限定だがセレクトボタンでの「キーコンフィング」は、ゲームの進行を停止できる。
タイプライター
タイプライターは従来のような単なるセーブではなく、シングルプレイ時のみの一時的な中断方法となっており、ロードと同時に中断データは消滅する。『FILE2』では従来通りセーブが可能になりセーブしたところからやり直しができるが、使用回数は難易度で変わり、セーブするとクリア後のポイントが激減するというデメリットがある。
クリア率
ゲームクリア後にリザルト画面に表示される要素。設定された行動をいくつ実行したかが表示され、多いほどクリア率は多い。このクリア率を含むゲームクリアの評価により入手できるポイントで、新たな要素を購入する。ただし、特定のキャラクターに限定されたり、分岐ルートによって実行不可であるほか、死亡方法も含まれているので事実上、一度のプレイで100%達成は不可能である。ただし、プレイするたびに同じ条件を達成できる。
コレクション
タイトル画面で選択可能なストアの一種。シナリオクリアで獲得したリザルトポイントで購入することで、さまざまなコンテンツが使用または視聴可能となる。収録されているのはキャラの服装を変更可能な「コスチューム」、キャラの外見を変更してプレイできる「プレイキャラ」、各シナリオで流れるムービーシーンを視聴できる「ムービー」、各シナリオやクリーチャーなどに関する設定資料が見られる「設定資料」、プレイ中に流れた音楽を視聴可能な「サウンド」、ゲームプレイ時に使用可能な弾薬無制限モード「インフィニティ」を購入できる「隠し要素」の6種である。各コンテンツは単に基本的にシナリオクリアで追加されていくが、クリア率100%や全キャラクターで全シナリオ・全難易度をクリアすることなどが条件のコンテンツも存在する。
その他
武器を持っていない時は「タックル」と「踏みつけ」ができるようになった。また、負傷した仲間に「肩を貸す」ことができるようになった。一部の武器は使い続ける、もしくは一部の敵の攻撃で消耗、破損するようになった。銃器のリロードは弾薬を1発ずつ込める方式になり、メニューでの組み合わせでもそれは変わらない。武器によっては、対応するマガジンを使用することで弾薬を瞬時に補充できるが、入手機会は少ない。

## シナリオ
過去のバイオハザードシリーズに登場したマップが多く登場する。また、各ステージには開かなくても物語の進行に支障はないが、攻撃の当たり判定が存在するものの絶対に開かない扉が必ず存在する。舞台の括弧内はそのステージが登場する過去作品。
発生 (outbreak)
舞台はJ'sBAR、ラクーン市街。
プレイヤーキャラたちが集まったバーにゾンビが進入してくるところから物語は始まる。バーから裏路地などを経て、町からの脱出を目指す。最初のシナリオだけあって難易度は低いが、難易度ハード以上ではバーからの脱出手順が複雑になり、一部区画にゾンビではなくシザーテイルが出現するなど、一転して高難易度のシナリオになる。
ボスと呼べるような敵はおらず、ラストの場面で大量のゾンビを爆薬で全滅させるか、それを無視して引き返してトラックで脱出すればクリア。
零下 (below freezing point)
舞台はアンブレラ地下研究所（『2』）。
プレイヤーキャラによって研究所でのスタート地点が変化する。前半はある部屋の凍結した機械を融かし、施設内のシステムを回復させることが目的。所内の温度を上昇させた後は氷漬けになっていたハンターが目覚める（高難易度では前述の条件は関係なくプレイヤーの存在を感知し、動き出す）ため、難易度が上がる。ヨーコでプレイすると一部のイベントを省略できるなど、多少は有利に進められる。なお、研究所のダクトの吹き抜けは2階から4階に変更されている。
ボスはG変異体。
巣窟 (the hive)
舞台はラクーン総合病院（『3』）。
ゾンビに囲まれた病院からの脱出が目標。低温実験室で撃退イベントを起こすまでは一部の部屋以外では終始リーチマンが襲ってくるため、追撃をいかに退けるかがカギとなる。
ボスはジャイアントリーチ。交戦中または交戦後に死んだ仲間が新たなリーチマンになると、ジャイアントリーチを倒してもリーチマンを発見できないなど、クリアできないバグがある。
獄炎 (hellfire)
舞台はアップルイン・ホテル。
火事に見舞われたホテルからの脱出を目指す。ホテル内には至る所から炎が噴き出していたり、リッカーが蠢いているため、危険箇所が多い。難易度がハード以上になるとバックドラフトを起こす部屋が登場し、ドアを開けた瞬間に爆発して大ダメージを受ける。
ボスはサスペンデッド。難易度によって取り巻きのリッカーの数が変化する。
決意 (decisions, decisions)
舞台はラクーン大学。
ラクーン大学やラクーンシティからの脱出を目指す。T-ウィルスに対する特効薬「デイライト」が登場する、最初で最後のシナリオとなる。大学の敷地内には下水道や旧地下鉄道・排気塔などもあり、探索すべき場所が他のシナリオに比べて非常に多い。物語中盤からは大学内にタナトスが登場し、執拗に追跡してくる。中盤はデイライト作成用に3つのアイテムを仲間と共に集めるのが目的であり、使用の有無にかかわらず、作らなければストーリーが進行しない。最後のシナリオだけあってストーリーが長く、さまざまなクリーチャーが多数登場するため、難易度も高い。
ボスはタナトスR。
選択したキャラやデイライトの使用状況により、エンディングが複数存在する。なお、3時間以内にクリアできなかった場合、強制的にミサイル爆撃に巻き込まれるというゲームオーバーを迎える。
特殊エンディング・ペアエンディング
上記の通り、通常エンディングとは別に、デイライトの使用状況とペアの生死により特殊エンディングルートに入る。
分岐条件はプレイヤー自身にデイライトを使用しないままタナトスRを倒すことで、その際にクリア時にペアがすでに死亡していた場合は必ず、ラクーンシティ脱出時のヘリコプター内でプレイヤーがゾンビ化してパイロットたちに襲いかかり、各々の自我が消失する最後のモノローグと共にミサイルがラクーンシティに着弾するという、バッドエンディングを迎える。
同条件でペアが生存していた場合はゾンビ化エンドと異なり、己の意志でラクーンシティに留まることを決意した各人がミサイル爆撃で死亡するまでの最後の行動を描いたムービーが、各ペアごとに用意されている。
1. ケビン/ジムEND - ミサイル爆撃が迫る大学広場にたたずむケビンとジムは、互いに軽口とボヤきを叩きつつも、驚異的回復力で再度復活したタナトスRを阻止するため、わずかな残弾を手に最終決戦を挑む。
2. マーク/デビットEND - マークとデビットは座して死を待つより最後まで戦うことを選び、デビットは最終決戦の場に遺棄されていたM8装甲車（グレイハウンド）を修理する。ミサイル爆撃が迫る中、押し寄せるゾンビの大群へマークとデビットは最後の突撃を敢行する。
3. アリッサ/ヨーコEND - アリッサとヨーコはラクーン大学に残されていたノートパソコンを使い、ラクーンシティの顛末をインターネットに発信することで今回の事件の暴露を試みる。発信に成功してノートパソコンを破壊した後、朝焼けに染まる窓の外ではミサイルが着弾しようとしていた。
4. ジョージ/シンディEND - 感染拡大を留めるために死を覚悟し、すでに焦燥も消えたジョージとシンディは「奇妙な気分だ」と語り、上空を淡い花火のように埋め尽くす無数のミサイルを眺めつつ抱擁し、自分たちの運命を迎え入れる。

## 登場キャラクター

### プレイヤーキャラクター
今作では、能力や最初から持っているアイテム（パーソナルアイテム）などがそれぞれ違った個性豊かな8人のキャラクターが登場する。
操作できるのは以下の8人。傾向として、男性は戦闘能力や体力が高いがウィルス感染速度が速く、女性は体力や戦闘能力は低めだがウィルス感染速度が遅い。
プレイヤーキャラクターや行動により、挿入ムービーやエンディングが分岐することがある。また、シナリオとプレイヤーの組み合わせにより、最初からマップ全域を熟知している場合がある。それ以外のものは実際に散策してマップの範囲を広げるか、どこかにあるマップを入手する必要がある。
なお、一部のシナリオではNPCとして登場する場合もあり、選んでいない場合は途中でゾンビと化して襲いかかってくることがある。
ケビン・ライマン (Kevin Ryman)
R.P.Dの警察官。31歳。大雑把で楽天的な性格。
射撃の腕は署内No.1であるらしい。また、その射撃の腕でいくつもの射撃大会で好成績を残している模様。
ルーズな性格がゆえに遅刻や欠勤が多いなど勤務態度に若干の問題があり、S.T.A.R.Sの試験にも2回落ちている。
射撃能力が高く、体力が高めで移動速度も8人の中で一番速く、初心者でも扱いやすい。ただし、ウィルス感染速度が速めという欠点もある。
パートナーの時は主にプレイヤーを気遣い、行動を共にしてくれる。好戦的で回復アイテムよりも武器を優先して拾い、手持ちの武器をどんどん使ってしまうので武器を預けるのにはまず向かず、弾薬の無駄遣いも多い。
オンラインモードでは、戦闘能力が高く、全体的にプレイヤーキャラクターとしては高い能力を持つため、クリーチャーとの戦闘で大きな活躍が期待できる。しかし、回避系のアクションを持っていないため、DANGERになるなど一度窮地に立たされると辛い面もある。
隠しコスチュームはウエスタン風の帽子とブーツに、白いシャツとGパンという格好。『FILE2』のエンディングでもこの格好で登場するが、帽子は被っていない。
パーソナルアイテム - ケビン専用45オート
通常のハンドガンの3倍の威力を持つ。ただ、補充弾薬がほとんど手に入らないため、使いどころが重要。
スペシャルアクション - キック、狙い撃ち
キックは攻撃力はほとんど無いが、タックルと違い銃器類を装備していても使用可能で、敵との距離を作るのに有効。発生が速いので扉を蹴破る際にも役立つ。
狙い撃ちはハンドガン系の武器を長時間構えていると発生し、必ずクリティカルヒットが出る。
デビット・キング (David King)
配管工の男性。年齢不詳。過去も不詳なミステリアスな人物。
無口だが無愛想というわけではなく、必要なこと以外は口にしない性格。
一般人にしては修羅場に慣れていることをうかがわせる言動が目立つが、本人があまり過去を語らないものの「それなりに荒れていた頃があった」ということは口にしている。
戦闘向けで体力も高いうえ、男性の中ではウィルス感染にも強い。後述の連続ナイフ攻撃などにより、ポテンシャルは高い。また、キャラの中で唯一拳銃を片手で撃つが、連射速度は遅めである。
パートナーの時はほとんど単独行動をとりがちなので、あまり活躍に期待できない。しかし、プレイヤー側の「HELP」アピールに対しては即座に反応してくれることが多いため、いざという時は頼れる存在となりうる。回復アイテムは自身の身が危なくなるまで使わない。武器系のアイテムを優先して取る。
オンラインモードでは、弾丸の確保が難しくなるVERY HARDなどで、扱いの難しいナイフ系の武器をうまく使えるキャラとして活躍することが多い。
隠しコスチュームは革製のジャケットとズボンに身を包んだ都会的な格好で髪もオールバックに変わる。『FILE2』のエンディングでも似た格好だが、髪型は本編と同じ。
パーソナルアイテム - 工具入れ
中には武器として使える「折りたたみナイフ」、武器の修理に使う「ジャンクパーツ」、武器を作成する「ビニールテープ」、スペシャルアクションに用いる「スパナ」が入っている。
折りたたみナイフ以外はそれぞれ使用制限があるが、ビニールテープとジャンクパーツを併用することで、主に打撃系の独自の武器を作成できる。なお、手に入れた他のアイテムを入れることはできない。
スペシャルアクション - スパナ投げ、連続ナイフ
前者は前方にスパナを投げつける。スペシャルアクションではゾンビを1発で怯ませダウンさせる最高の攻撃力・仰け反り力を持つが、回数に制限がある。
後者はデビットの特性で、隙無く攻撃するため、扱いに慣れれば弾薬を消費せずに戦える。
マーク・ウィルキンス (Mark Wilkins)
元軍人の黒人警備員。52歳。元軍人なので年齢にそぐわず体格がよく体力も高い。
軍人時代にベトナム戦争を経験したため、戦争のむなしさを痛感しており、平穏な暮らしを願っている。作中には登場しないが、妻子のことを常に気にかけている。
体力が3000（次点のケビンが2300）と8人の中で最も高く、両足を広げて構えるため、ハンドガンの連射速度も早い。一方で移動速度は遅く、ウィルス進行度もかなり早い。また、立派な体格が災いして机の下やロッカーなどの他の面々が入れる狭い場所には入れない場合がある。
パートナーの時は状況次第でプレイヤーに同行することもあるが、単独で行動するタイプで、プレイヤー側の助けに応じて護衛してくれることも多い。ケビン同様に好戦的で手持ちの武器をどんどん使うため、弾薬の消費も激しい。
オンラインモードでは、体力の多さとガードの存在から攻撃の身代わりになり、いわゆる「壁」的な役割も担えるなど、防御面で活躍できるようになっている。強いハンドガンを所持していることやフルスイングを持つことから、射撃・打撃戦闘の能力も高く、さまざまな武器で戦い抜ける万能タイプである。
隠しコスチュームはポロシャツとハーフパンツの私服。『FILE2』のエンディングでもこの格好で登場している。
パーソナルアイテム - マーク専用ハンドガン
通常のハンドガンよりクリティカル率が高いが、威力は少し低い。
マークの銃はケビンのものと違い、通常のハンドガンの弾を使用する。
スペシャルアクション - ガード、フルスイング
ガードはウィルス進行は防げないが、敵からの直接攻撃のダメージを軽減する。
フルスイングはケビンらの「狙い撃ち」の特性を棒タイプの武器で行う。
シンディ・レノックス (Cindy Lennox)
J'sBARのウェイトレス。24歳。身長175cm、体重64kg。
容姿端麗でスタイルが良い。また、ピアノの心得もある。趣味はハーブ栽培。
サービス精神に富んでおり、他人のことを第一に考える性格。優しい笑顔で多くの客を魅了している。
戦闘向けではなく体力は2番目に低いうえ、攻撃によるウィルス進行も早い。しかし、仲間を助けるようなアクションを取れるうえ、ハーブを多く持てる。
パートナーの時は単独で行動する時もあるが、普段はプレイヤーと共に行動するので状況を把握しやすく、2回までハーブで手当てしてくれる。「発生」ではJ'sBAR内の自分のロッカーから、ハーブを取り出せる。
隠しコスチュームは水色のシャツと白いズボンとサンダルという私服のほか、バニーガールといった派手な衣装もある。『FILE2』のエンディングでは前者の私服になっている。
オンラインモードでは、ハーブを複数持ち歩ける点で生存率が高く、仲間の手当てができる。また、体力や攻撃力の補正が高い仲間に多い初期DANGER状態のNPCとはゲーム開始と同時に手当てできる面で、相性も良い。しかし、ハーブケースの中にハーブを入れると、他のプレイヤーから見てハーブケースの中にどのハーブがどれだけあるかわからなくなるという欠点がある。
パーソナルアイテム - ハーブケース
ハーブを3つずつストックできる。
スペシャルアクション - しゃがみこみ
その場でしゃがむことで、無敵時間が発生する。
あらゆる攻撃を回避できるが、無敵時間は長くないので間隔を考えて使うことが重要。
『FILE2』では肩を貸している仲間も同時にしゃがむことも可能。また、スペシャルアクションに似たものとしてハーブケースの中のハーブを仲間に対して使える「手当て」がある。
ジョージ・ハミルトン (George Hamilton)
医者。39歳。
自然に周囲の信頼性を得ていく包容力がある。態度は紳士的で周囲に友人が多い。
離婚歴があり、アドリブ会話で別れた妻のことに触れている。腕時計を集めるのが趣味で、他にもアウトドア関連の知識も豊富で、隠しコスチュームにも反映されている。
戦闘能力・体力・移動速度は平均的。パーソナルアイテムでさまざまな薬品を作り出せる。
パートナーの時は状態がいい時は単独行動をとることが多いが、ダメージを受けて自分の身が危なくなるとプレイヤーに付いて行動するようになる。
オンラインモードでは、「メディカルセット」でハーブを効果的に利用でき、状況によってどのハーブでどのカプセルを作るか適切な判断を求められる場面が多い。また、武器無しで相手をダウンさせられる「かわしタックル」をどれだけうまく使えるかも重要になってくる。
NPCとしては「決意」に登場。デイライトの生成法を求めて大学内を調査するが力尽き、プレイヤーに回復アイテムを託して息絶える。ゾンビ化はしない。
パーソナルアイテム - メディカルセット
ハーブなどを材料に回復カプセルを作れる。
スペシャルアクション - かわしタックル
体勢を低くしてタックルを浴びせる。出始めには無敵時間があり、力を最大まで溜めるとダメージこそ変わらないものの、ゾンビなら必ず吹き飛ばしてダウンさせるという長所がある。
アリッサ・アッシュクロフト (Alyssa Ashcroft)
「ラクーンプレス社」に勤める新聞記者。28歳。
好奇心旺盛な性格で、負けず嫌いな面から他人と衝突することが多いが、自分を慕う者に対しては面倒見が良い。
事情は不明ながら銃の扱いも慣れている様子で、トレーニングも欠かさないようである。
本人は気づいていないが、過去のとある事件に関する記憶が欠落しており、その詳細は『FILE2』で明らかになる。
『バイオハザード7』ではラクーンシティから無事に脱出できたことが確認され、新聞記者を続けていることが記されている。しかし、その後の『バイオハザード レクイエム』では娘のグレース・アッシュクロフトを授かっていたものの、自身は物語開始の8年前に何らかの事件に遭って死亡したことが確認されている。
女性の中では一番戦闘向けで、移動速度もケビンに次いで早く、体力も女性の中では一番高い。バックステップによってDANGER状態でも通常以上の速度で移動が可能なため、キーピックの使いどころさえ把握すれば扱いやすい。
隠しコスチュームはジム用のウェアとナイトドレス。次回作でも空手着、トライアスロンのユニフォームなど、スポーツに関するものが多い。『FILE2』のエンディングではジム用ウェアで登場するが、隠しコスチュームと違って髪は結んでおらずサングラスも掛けていない。
パートナーの時はプレイヤーについて来るタイプであり、回復アイテムを使うタイミングは比較的早い。
オンラインモードでは、戦闘能力が高い。高難度ほど、キーピックでの開錠役としての出番が多くなってくる。
パーソナルアイテム - キーピック
鍵のかかった場所を開錠する。
4種類存在し、場所によりどれが開きやすいか異なる。このアイテムでしか開錠できない場所も存在する。
スペシャルアクション - バックステップ、狙い撃ち
バックステップは距離を保てる回避行動であるが、背面が壁の時は扱いづらい。狙い撃ちはケビンと同様。
ジム・チャップマン (Jim Chapman)
黒人の地下鉄駅員。24歳。
性格はお調子者で臆病者。悪気があるわけではないが、常に一言多い性格がゆえに周囲の反感を買いやすい。
趣味はバスケットボールと靴集め。また、パズルが得意という器用さもある。
体力が低くウィルス感染速度も最も早いうえ、戦闘能力もないために上級者向けだが、スペシャルアクションの使い勝手がよく、パーソナルアイテムを使うと運次第では攻撃面で非常に強力である。
また、パズルを解く場面でアドリブを聞くとヒントが聞けたり、アイテムの種類までは分からないがその部屋にあるアイテムの場所がわかる「アイテムサーチ」がある。
隠しコスチュームはバスケットユニフォーム。『FILE2』のエンディングでもこの格好で登場する。
パートナーの時は状態が良い時は単独行動を取り続けるが、負傷などで少しでも自分の身が危なくなるとプレイヤーに付いて行動する。指示をあまり聞かず、回復アイテムも少しでも傷を負うとすぐ使ってしまうため、回復アイテムの消耗が激しい。
オンラインモードでは、他の8人に比べると活躍できる場面が少ない。しかし、死んだフリやコイントスの使いようによっては戦闘時に大きく活躍できることもある。
パーソナルアイテム - コイン
投げて表が出るほどクリティカル率が上昇する。
スペシャルアクション - 死んだフリ
その場に倒れ、一部のケースを除いて敵に攻撃されなくなる。
ただし、死んだフリをしている間はウィルスの感染速度が通常よりも速くなる。この欠点は回復アイテムなどで一時的に進行を止めれば、ある程度解消できる。
ヨーコ・スズキ (Yoko Suzuki)
自称大学生。20歳。
『2』に登場するロバート・ケンド同様日系人であり、主人公格の操作キャラクターとしては全作品を通して唯一の存在である。
しかし、生まれも育ちもアメリカの日系二世（両親は日本生まれの移民）なので、日本に関してはほぼ無知。
非常に奥手でおとなしく静かな性格だが、得意なコンピュータのことになると大胆な行動に出ることもある。アンブレラで働いていた経歴があるらしいが、その時の記憶は失ってしまっている。「発生」のオープニングでは変装した姿が見られる。『FILE2』ではアンブレラのウィルス実験体にされていた可能性を示すファイルが手に入るほか、終盤においては当時の記憶を取り戻したことがうかがえる発言もある。
体力・移動速度・戦闘能力は8人の中で最低だが、アイテムを多く持つことができ、感染速度も8人の中で最も遅く、後述のエスケープなどにより、探索や戦闘回避に優れる。「零下」では他の面々とは研究所に入る地点が異なるうえ、最初から研究所内のマップを熟知している。
隠しコスチュームはワンピースとスニーカーの組み合わせと、ブルマータイプの体操服。次回作でもスクール水着が追加されたりと日系人だからか日本のものが多いが、一方で次回作ではカンフー道着もある。
パートナーの時は常にプレイヤーについてくるうえに指示に対する反応も良いので、パートナーとしては最適である。
オンラインモードでは、持てるアイテムの多さ、感染速度の遅さ、回避行動を持っているなど、難しいステージの攻略にも大いに貢献できる良点を持っているため、初級者から上級者まで幅広く活躍している。
NPCとしては「零下」に登場。プレイヤーたちとは別に研究所に入るが、途中でゾンビ化している。
パーソナルアイテム - ナップザック
中にはアイテム欄が4つ存在し、最大8個のアイテムを所有できる。
スペシャルアクション - エスケープ
短時間だけ無敵状態となり、その場から離脱する。ボタンを押している長さによって移動距離が変わるが、起き上がりには隙が生じる。

### NPC
ここではゲームに登場するNPC（ノン・プレイヤーキャラ）を紹介する。
ある条件を満たすとNPCを使用してプレイすることが可能。その場合、スペシャルアクションなどの特徴は、基本メンバーの8人のうち誰かと同じであり、ムービーではそのキャラクターになる（体力・ウィルス感染速度・移動速度などは異なる）。ほとんどが最初からなんらかのアイテムを一つ所持している。NPCは十数人ほど存在するがここでは、「シナリオ上の重要人物」「ある程度関わりのある人物」のみについて解説する。

#### 発生
ボブ（Bob）
マークの同僚で、親友。
ゾンビがJ'sBARに侵入した時には既にウィルスに感染し、マークに体調を心配されており、なんとかマークたちの助けで共にJ'sBAR屋上まで逃げ延びたが、ゾンビになって親友を襲うことを恐れ、持っていたハンドガンで自ら命を絶った。難易度ベリーハードではそれすら叶わずゾンビ化する。
ウィル（Will）
J'sBARのウェイター。
料理が得意で、また日記に「今日もシンディの笑顔は最高だ！」と書いていたり、ヘソクリを店に隠していたりと、少々奇抜な所がある。
店に入って来たゾンビを客だと思い込み、近付いたところを襲われてしまい、一度は店外に追い払うことに成功するが、最初に受けた喉元の傷が原因で動けず、そのまま再度入ってきたゾンビに襲われて死亡、ゾンビ化する。一定条件を満たすと彼がゾンビ化するムービーが見られる。
アーサー（Arthur）
R.P.D.署員で、他の警官に比べて細身である。
プレイヤーが屋上にいるときにJ'sBAR前通りの区域の市民に避難を促していたが、プレイヤーが建物から通りに到着した時点で血まみれで倒れていて死亡している。
レイモンド（Raymond）
R.P.D.署員。金髪で、帽子を少し斜めに被っている。
J'sBAR前通りでショットガンを手に市民の護衛に当たっていた。
アパートから出てきたプレイヤーに気付き、車でバリケードを作るように頼む。その後、裏路地の扉をショットガンで破り、プレイヤーキャラ達を安全な場所に誘導しようとしていたが、用水路前の坂道で一瞬の隙を突かれてゾンビ（高難易度ではシザーテイル）に襲われ、タンクローリーのガソリンでゾンビ（シザーテイル）の群れを一掃するようプレイヤーキャラに託し、ライターとショットガンを残して絶命する。
ドリアン（Dorian）
R.P.D.署員で、少し禿げた頭が特徴である。
護送車の運転手を担い、生存者達を避難所に連れて行こうとするが道路が塞がれており、やむなく市民を降ろし、歩いて行くように指示する。クリア後はムービーでもプレイヤーを乗せた護送車を運転している。
エリック（Eric）
R.P.D.署員。
大通りを爆破してゾンビの大群を一掃しようとしていたが、爆弾の準備をしている際にバリケードを破ったゾンビに襲われて死亡した。
エリオット（Elliot）
R.P.D.署員で、大柄な体格が特徴である。
大通りでハンドガンでゾンビを食い止めつつ、エリックを援護していたが、バリケードを破ったゾンビに襲われて死亡する。
また、『バイオハザード2』に登場しているエリオット・エドワード(Elliot Edwards)と同じ名前だが、別人である。
ハリー（Harry）
R.P.D.署員であるケビンの友人で、眼鏡で太った体型の臆病な警官。
大通りでバリケードが破られてエリックとエリオットが襲われている際にどうにも出来ずに狼狽えていた。その後、プレイヤー達が到着した時には大通りの端で負傷しており、プレイヤーキャラ達にハンドガンを渡し、爆弾を起爆するよう頼む。
『FILE2』の「死守」でも登場、リタと共に警察署に駆け付けた護送トラックの運転手を務めていたが、迫り来るゾンビに耐えかね、マービンを残したままトラックを発進させた。

#### 零下
モニカ（Monica）
アンブレラの女性研究員で、かつてヨーコと面識がある。
冒頭で同僚を殺し、G細胞のサンプルを持ち出す。その後、出会ったヨーコからIDカードを奪い、アンブレラの研究所からサンプルを持ち出そうと目論むが、ふとした事故により持ち出したG細胞に寄生されてしまい、最期は衰弱した状態でターンテーブルに現れ、そのまま成長したG細胞に身体を食い破られて死亡する。
フロスト（Frost）
アンブレラの研究員。
逃げ出したハンターの攻撃で負傷し、ハンターの活動を停止させるために低温実験室で機械を操作して研究所内の温度を下げた後に絶命した。

#### 巣窟
ハルシュ（Hursh）
ラクーン総合病院に勤める医師。
普段身に付けている医師身分証明書が原因で、患者からは反感を持たれ、嫌われていた。シナリオ冒頭で登場し、現状を説明した後は脱出のためにエレベーターの電源を復旧するが、直後に現れたリーチマンに寄生されてしまう。その後、定温実験室で撃退される。

#### 獄炎
レン（Len）、チャーリー（Charlie）
ラクーンシティの消防隊員。
アップルインホテルで生存者の探索を行っていたが、ボイラー室で起きた爆発に巻き込まれ、二人とも死亡する。
ダニー（Danny）
ラクーンシティの消防隊員。
ラクーンシティの消火活動や人命救助にあたっており、火事に見舞われたアップルインのロビーのドアを破壊し、生存者の脱出を促した。また、シナリオをレンとチャーリーのIDタグを所持してクリアした場合は死亡した2人のために自分も生き延びることを誓うムービーが追加される。「決意」のラストでは救助ヘリに乗っている。
ギル（Gill）
ラクーンシティの消防隊員で、ダニーの相方。
「決意」のラストでは救助ヘリの操縦士を務める。

#### 決意
ピーター・ジェンキンス（Peter Jenkins）
ラクーン大学の教員で、ジョージの友人。
大学内でグレッグと共にT-ウィルスに対抗するための試薬「デイライト」を作り出したが、その途中でグレッグの本当の目的に気付き始め、混乱の中で「デイライト」をジョージに託すため大学に呼び寄せるもプレイヤーキャラ達が発見した時は既に死亡していた。
「VH」ではゾンビとなってプレイヤーに襲いかかる。
グレッグ・ミューラー（Greg Muller）
ラクーン大学の教員で、元アンブレラ研究員。
かつてヨーコを検体実験の被験者とし、記憶の一部を抹消した張本人でもある。
兵器に対して独自の美学を持っており、「兵器というものは力だけではなく、美しく独創的で神々しくなければならない」と説いている。アンブレラを裏切った後は「アンブレラに対抗する」と称してピーターを利用し、「デイライト」を製造、独占しようと、プレイヤーを泳がせてデイライトを作成させ、同時に自身の最高傑作と称する「タナトス」を解き放って性能を試す計画を立てていたが、最後はアンブレラの傭兵によって射殺される。

## 登場クリーチャー
二つ目の括弧内は出現シナリオ。
ゾンビ（Zombie）（全シナリオ）
T-ウィルスに感染したラクーン市民の成れの果て。
本作ではショットガン等で攻撃しても部位破壊が起きない。また、掴みかかって噛み付く攻撃の他に新たに引っ掻き攻撃を使ってくるようになった。ドアを叩き開けてのフロア移動を行う。
基本的に倒しても何度も復活したり、上記のような部位破壊攻撃が出来なくなったため、従来のシリーズに比べ油断出来ない存在となっている。
また、『FILE2』では行動速度・耐久力がさらに上がった上に怯み・ダウンしにくくなったため、より驚異的なクリーチャーとなった。
ゾンビ犬（Zombie Dog）（「巣窟」、「決意」）
T-ウィルスに感染したドーベルマン。
従来のように飛び掛かる以外にも、プレイヤーの手首に噛みついて連続でダメージを与えてくる上、高い確率で出血させられる。
今作での出番は少ないが、『FILE2』では狭い場所に出てくる上に腕に噛み付いてきやすくなっており、出血させられやすい。
また、ゾンビ同様に倒しても一定時間後にまた出てくるようになったため、危険なクリーチャーとなっている。
クロウ（Crow）（「発生」、「巣窟」、「獄炎」）
T-ウィルスに二次感染したカラス。
『FILE2』では「構え歩き」により、従来に比べ簡単に倒せるようになったが、無限に出現するようになった。
ジャイアントスパイダー（Giant Spider）（「決意」）
その中の通りの巨大蜘蛛で、蜘蛛がT-ウィルスに二次感染し、一メートル大まで巨大化したもの。
下水道など湿度が高い場所に多く生息する。毒液や体当たりを多く繰り出す。従来と違って体当たりは飛び掛かるようになっており、喰らうと吹き飛ばされてしまう。
リッカー（Licker）（「発生」、「零下」(高難易度のみ)、「獄炎」）
ゾンビが突然変異を起こした個体。
本作では飛び掛り攻撃を使わない代わりに舌による攻撃を多用するようになり、天井や床を這い回るようになった。天井に居る場合、真下を通ると天井から舌で首を締め上げる攻撃も使ってくる。爪による引っ掻きは床を張っている時のみ繰り出す。
モス・ジャイアント（Giant Moth）（「零下」）
地下研究所でT-ウィルスに感染し、巨大化した蛾。
『2』や『ガンサバイバー』では這うようにしか飛行できなかったが、本作で登場するタイプは空中を自在に飛び回るようになっている。『2』のように掴みかかりはしなくなった。
ベビー・モス（Baby Moth）（「零下」）
モス・ジャイアントの幼虫。
踏むだけで倒せるが、吐き出す酸液に当たると毒状態にされてしまう。
ハンター（Hunter）（「零下」）
アンブレラが開発したB.O.W.。
爬虫類がベースになっている。今回は通常の攻撃のほか、アッパーのように爪を突き上げて装備中のハンドガンやショットガンを破壊し使用不能にする「武器破壊攻撃」を行うようになった。
破壊された武器はデビット（またはそれに準ずるNPC）以外のキャラには修理できない。
従来の「首狩り」に相当する即死攻撃を持っており、これを喰らうと体力やウイルスゲージに関係無く即死する。
また、初代『バイオハザード』ではノブをひねってドアを開けていたが、今作では叩き開けてのフロア移動を行う。
ハンターγ（Hunter γ）（「決意」）
ハンターシリーズの水中戦闘用に特化された個体。
地上での動きは緩慢だが、体力が少なくなったキャラには「丸呑み」を繰り出し、飲み込まれたキャラは即死する。
水中で襲われると常時「丸呑み」を繰り出してくるが、体力が十分にあれば振り解ける。
ワスプ（Wasp）（「決意」）
スズメバチがT-ウィルスの影響で通常の百倍近い大きさまでに巨大化したもの。
ラクーン大学排気塔やアークレイ山地周辺に生息していた種類である。
針部の毒性が極めて強く、刺されるとほぼ確実に毒状態に陥る。
ネプチューン（Neptune）（「決意」）
Tウィルスに感染した鮫。今回登場するのは野生化したタイプ。
ラクーン大学横の川に出現する。陸に上げることができないため、基本的には倒せない。
だが、桟橋の内側にいるもののみ銃による攻撃で倒すことができる。
水中で噛み付かれるとそのまま丸呑みにされ、即死となる。
その他、上記のクリーチャーの詳しい性質は『バイオハザードシリーズ』の登場クリーチャー及びそれぞれの作品の項を参照のこと。
シザーテイル（Scissor Tail）（「発生」）
ハサミムシと思しき小型節足動物が、T-ウィルスの影響で巨大化したもの。
性格はきわめて凶暴で、プレイヤー目掛けて大きく飛び掛って噛み付いてきたり、毒のあるハサミのような尾で相手を攻撃する。野道などでは地面に潜って移動することもできる。
体色が異なる2種類の個体が存在するが、能力や行動などは変わらない。
毒と出血効果を持つ攻撃を持っており、更には体力・攻撃力も高いという凶悪なクリーチャーでもある。
『FILE2』では飛び掛りに追尾性能が付き、狭い場所に出てくることが多くなったため、さらに危険な相手となった。
G変異体（G Mutant）（「零下」）
「零下」シナリオのボスクリーチャー。
G細胞が人間に寄生、人間の細胞と融合しながら成長したもの。
今作ではG生物に植えつけられた胚から直接生まれたのではなく、胚を植えつけられた宿主との拒否反応によって分離した幼体が再び人間に寄生する形で生まれた。
『バイオハザード2』のG成体と似ているがより人型に近づいており、G生物特有の巨大な眼球が背中に形成されている。
動きは遅いがG幼体を周囲にばら撒きつつ、巨大化した右腕や強酸の液体を武器にプレイヤーに襲い掛かる。
ボス戦では列車を使うことで大ダメージを与えることができる。
リーチ（Leech）（「巣窟」）
Tウィルスの影響により数十センチ大に巨大化したヒル。
血を好む性質は変わっておらず、標的に吸い付いて血を吸い取る。
踏みつけるだけで倒せるほど耐久力が低く、攻撃力もあまり高くないが、吸い付くとなかなか離れないため集団で襲い掛かられると厄介で、攻撃されると出血しやすいため、油断できない存在。
輸血パックを使うとその血に群がるほか、熱に弱い性質を持つ。
『バイオハザード0』に登場したマーカスのヒルとは全く異なる存在。
リーチマン（Leech Man）（「巣窟」）
リーチが人間の死体に大量に吸着し、一つの生物のようになった姿。
シナリオ序盤のムービーで登場し、ハルシュを新たな宿主とした。
病院の換気口を自在に移動し、生き血を求めて彷徨い歩く。一部の部屋を除くあらゆる場所に現れる。血の匂いに敏感で、出血状態のキャラを優先して狙うほか、出血状態だとすぐに出現するため、止血のために止血剤や救急スプレーは欠かせない。
輸血パックを使えばその血に群がり、一時的な足止めができる。
キーアイテムであるレベル2カードキーを持っているが、体力が無限であるためいかなる攻撃でも倒すことは出来ず（攻撃することで一時的にダウンさせることはできる）、完全に撃退するには定温実験室におびき出し、高温にして焼き殺す必要がある。
シナリオ攻略途中でAIPCが死亡した場合、新たなリーチマンとして復活し、プレイヤーに襲いかかってくる。前述の定温実験室の機能も停止してしまって撃退する手段もなくなるため逃げるしかない。
ジャイアントリーチ（Giant Leech）（「巣窟」）
「巣窟」シナリオのボスクリーチャー。
巨大化したリーチの中でも特に際立って異常なまでに巨大化した個体。
その大きさは人間を上回るほど。地下水道に大量のリーチと共に巣のようなものを作り、獲物が来るとその巨体による突進と下から出す触手、口から吐き出す消化液で襲ってくる。
『FILE2』では消化液が毒液になっている。水路では厄介な存在だが、入口まで誘き寄せることに成功するとナイフですら簡単に倒すことができる。
サスペンデッド（Suspended）（「獄炎」）
「獄炎」シナリオのボスクリーチャー。
人間の姿を完全に失わずに進化した（その証拠にアップルインで出現したのは元は女性だとわかる）リッカーの亜種。
「Suspended」の意味は「吊るした」。見た目や舌で相手を吊るし殺す所から来ている。
通常のリッカーと違い眼球が残っており、腹部が割れ、内臓が見えている（但し視覚自体は従来のリッカー同様退化しており、腹部は攻撃方向とは逆なのであまり見えない）。
リッカーの上位個体の位置付けであり、より優れた能力を持つ。
発達した下半身で天井からぶら下がっているためその場から動かないが、舌による攻撃はリッカーよりも強力な攻撃を多く持つ。攻撃力は高いが体力はボスの中では低めで移動もできないため、安全地帯を見つければさほど苦戦せずに倒せる。
タナトス（Thanatos）（「決意」）
グレッグによって生み出されたタイラントの亜種。
名前の由来はギリシャ神話に登場する死の神「タナトス」。
黒人を素体にしており、T-002型のように心臓が露出している他、黒いアンダーパンツを着用している。
両手のツメは他のタイラント系統に比べると小型ではあるが、人体を容易く刺し貫く（即死攻撃）など破壊力は他の個体に引けを取らない。特筆すべきはその強靭な脚力・跳躍力であり、プレイヤーを発見すると距離が離れていても猛スピードで突進し、1階フロアから2階の廊下まで軽々と跳躍して追跡してくる。
アンブレラはグレッグに量産を要請していたようだが、彼自身は「馬鹿げた事」「傑作は一つでいい」と量産を拒んでいた。
体力が無限であり、普通の銃火器ではダウンさせることすらできず、この段階では倒すことは不可能。そのため、基本的には逃げに徹する必要があるが、体内には「デイライト」の材料の一つ「T-ブラッド」が流れているため、一度は対峙しなければならない。
タナトスR（リボーン）（Thanatos Reborn）（「決意」）
『アウトブレイク』の最終ボスであり「決意」シナリオのボスクリーチャー。
ラクーン大学の崩壊に巻き込まれ、致命的なダメージを受けたことでリミッターが解除されたタナトスの進化体。
全身の皮膚が焼け爛れ、右腕を損失したことで左腕が異常なまでに肥大化している。体格が歪になったためか、歩行の際にはややふらつくような不安定な動作を見せるが、素早く突進してタックルを繰り出したり、高く跳躍して画面外からプレイヤーを踏み潰すなど高い機動力は健在である。右胸の巨大心臓が弱点で、それ以外の部位を攻撃してもまともなダメージは与えられない。その一方、即死攻撃は失われている。
なお、普通に倒すことも出来るが、デイライトをアンプルシューターで撃ち込めば一撃で撃退することが出来る。

## 登場武器

### 銃器
ハンドガン
シリーズ恒例の銃器で、全シナリオで登場する。威力は低めだが弾薬が入手しやすく扱いやすい。名前は同じだが外見にいくつか種類があり、威力に差はないが装弾数が12～15発と変動する。
ハンドガンSG
「零下」シナリオでのみ入手できるハンドガン。装弾数は13発。通常のハンドガンより1発あたりの威力が高くなっているが、代わりに遠距離での威力減衰が大きく近距離戦向け。
バーストハンドガン
「巣窟」シナリオで登場する、3点バースト射撃が行えるハンドガン。装弾数は20発。1発あたりの威力は低く、単発での射撃はできないため弾の消費が激しい。
ショットガン
ハンドガン同様、シリーズ恒例の銃器。装弾数7発。至近距離での火力が高く頼れる銃器だが、本作では入手できない(登場しない)シナリオもある。
マグナムリボルバー
「発生」シナリオで登場する高威力のリボルバー拳銃。非常に強力だが装弾数は6発と少なく、補充弾薬は難易度EASYでしか配置されない。
マグナムハンドガン
「零下」シナリオで、プレイヤーキャラがヨーコの場合、地下5階Bエリア通路で倒れている瀕死の同僚(FILE2に登場するカーターと同じ見た目)から貰える武器。マグナムリボルバー同様、高威力の自動拳銃。マグナムリボルバーより装弾数が7発と多いが補充弾薬は存在せず、高難易度の場合は最初から弾数が減っている状態で入手することとなる。
サブマシンガン
「巣窟」シナリオで、プレイヤーキャラがケビンかシンディ、且つ難易度EASYかNORMALの場合のみ屋上の警官から貰える、連射性能に優れる自動火器。装弾数は20発。ムービーでもアンブレラの特殊部隊が装備している。ハンドガンの弾薬が使用可能。
アサルトライフル
「決意」シナリオで登場する。サブマシンガンより威力が高く装弾数も30発と多いが、専用の弾薬(マガジン)を使用するため弾の補充が困難。
グレネードランチャー
シリーズ恒例の重火器。装弾数に制限はない。「決意」シナリオで登場する炸裂弾と、「獄炎」シナリオで登場する硫酸弾の2種類が存在する。
ロケットランチャー
シリーズ恒例のラスボス用重火器。本作でも「決意」シナリオの最終戦で拾得できる。補充弾薬はないため使い切りだが作中でも最高の威力を誇り、命中させればタナトスRも一撃で倒すことができる。

### 近接武器
折りたたみナイフ
デビットの工具入れにも入っている小型のナイフ。ナイフ系では最も威力が低い。耐久性がないため壊れる心配がない。
包丁
一般的な包丁。折り畳みナイフよりは威力が高い。耐久性がないため壊れない。
サバイバルナイフ
「零下」シナリオでのみ登場する、シリーズ恒例のアーミーナイフ。ナイフ系の武器では最も威力が高い。耐久性がないため壊れない。

### 打撃武器
木製の棒
「発生」「巣窟」シナリオで登場する手ごろなサイズの棒。振り回して攻撃できるが威力や耐久性は低め。壊れると「棒切れ」に変化する。
鉄パイプ
全てのシナリオに登場する、手ごろなサイズの鉄パイプ。木製の棒より威力や耐久性に優れる。一定回数使うと「曲がった鉄パイプ」に変化する。
曲がった鉄パイプ
耐久性が減少して曲がってしまった鉄パイプ。通常の鉄パイプより威力が下がっている。壊れると「折れた鉄パイプ」に変化する。
松葉杖
「巣窟」シナリオでのみ登場。威力は木製の棒より高いが耐久性が低く、すぐ壊れてしまう。壊れると「折れた松葉杖」に変化する。
デッキブラシ
「発生」「巣窟」シナリオで登場。他の打撃武器と違い、突くように使用する武器。耐久力は低く、壊れると先端が取れて「木製の棒」になる。
長い棒
突いて使用する武器で、デッキブラシの強化版。木製の棒を二つ組み合わせて作成できるが、木製の棒がゲーム中で複数手に入るシナリオはないため、デッキブラシを破損させて木製の棒を作る必要がある。
ハンマー
鉄パイプの先端にコンクリート片を縛り付けた即席のハンマー。威力・仰け反り共に高威力。鉄パイプとコンクリート片を組み合わせて作成できるが、材料が揃うのは「獄炎」シナリオのみ。
ヤリ
棒の先端に包丁を縛り付けた即席の槍。高い威力と長いリーチを持ち、遠距離から安全に攻撃できる。包丁と木製の棒を組み合わせて作成でき、「発生」と「巣窟」シナリオで材料が揃う他、「発生」シナリオでは完成品がアパートの屋上に隠されている。
スタンロッド
バッテリーを取り付け、放電するよう改造した鉄パイプ。ヤリの3倍の威力を誇り、近接武器としては最大の攻撃力を持つ。鉄パイプとバッテリーを組み合わせて作成できるが、材料が揃うのは「獄炎」シナリオのみ。

### 投擲武器
棒切れ
短い棒切れ。投げつけて使用する。1回使い捨てで威力は低いが、ゾンビ相手なら確定でダウンを奪える。
折れた鉄パイプ
大きく曲がってしまい振り回して使えなくなった鉄パイプ。1回使い捨てだが棒切れや折れた松葉杖より威力が高く、こちらもゾンビ相手なら確定ダウンを奪える。
折れた松葉杖
折れて振り回せなくなった松葉杖。性質は棒切れと同じ。
コンクリート片
「獄炎」シナリオでのみ登場する、手ごろなサイズのコンクリート片。威力が高く、当てるとゾンビを吹き飛ばしてダウンを奪える強力な武器。
火炎ビン
即席焼夷弾。アルコールボトルと新聞紙を組み合わせ、さらにライターを組み合わせて作成できる。一度の作成で5個完成する。唯一デビット以外のキャラクターでも作成できる武器だが、材料が揃うのは「発生」シナリオのみ。
薬ビン
「零下」シナリオで登場する、危険な薬品が入った薬ビン。3個セットで拾える。黄色(強酸性)と灰色(爆発性)の2種類が存在し、灰色の方が威力や仰け反り力が高い。ハンターとG変異体相手のみ、灰色は威力が半減されるため黄色の方が攻撃力が高くなる。

### その他武器
釘打ち機
「発生」シナリオで入手できる武器。ハンドガンのように使用できるが、補充弾薬はない。ステージ攻略中にこの武器を使うことで板を打ち付けてバリケードを作ることができるが、弾薬(釘)が失われる。
殺虫スプレー
通常のクリーチャーには仰け反らせるだけで無力だが、ジャイアントスパイダーなど虫系クリーチャーに有効なスプレー。射程は短く、かなり接近しないと当たらない。
火炎スプレー
殺虫スプレーにライターを縛り付けた即席火炎放射器。火炎放射のため、あらゆる敵に有効。殺虫スプレーとライターを組み合わせて作成できる。
アンプルシューター
デイライトを装填・射出するための武器。T-ウィルスに汚染された生物に命中させれば一撃で撃破出来る。
救急スプレー
本来は回復アイテムだが、本作では武器として装備することが可能。味方に吹き付けると回復効果を与えられる。密集していれば複数人をまとめて回復することが可能。

## デイライト
『FILE1』に登場する薬品。ラクーンシティの大学内で極秘裏に研究開発されてきた、「日の光」の名を冠する対T-ウィルス用の特効薬。名前は開発者であるピーターの、「日の光があれば傘（=アンブレラ）は要らない」という皮肉に由来する。薬液の色も名称に相応しく、それ自体が輝きを放つかのような白。これを使用された生物は体内のT-ウィルスが全て死滅し、以降のT-ウィルスによる感染も永続的に防げるため、ウィルスゲージによる死亡もしなくなる。
ハチの毒から生成できる「V-ポイズン」、T-ウィルスに感染した生物の血液「T-ブラッド」、そして何らかの薬品（非常に変質しやすく密閉容器が必要）「P-ベース」。この3つの薬品を入手し、校舎内の実験室にある特殊な製造機へセットすることで生成できる。原料からの生成にはある程度の時間が掛かるものの、オリジナルが1つあれば量産は容易に行える。最大で5個（プレイヤー3人+最終決戦+エンディング分岐用）まで入手できる。
アンプルに詰められた状態なので、アンプルシューターという武器に装填すれば発射できる。これが命中したクリーチャーは体内のT-ウィルスが死滅するため、即死する。
基本的に本作でしか登場せず、後のシリーズでは語られていない。しかし、バイオハザード初の公式漫画作品『バイオハザード〜マルハワデザイア〜』の冒頭に、「『デイライト』が必要だ」という台詞があり、『バイオハザード6』の直前の時点で、T-ウィルスへの有効な対策としてすでに知られていたのがわかる。また、本作はプレイ次第で無数の展開があるが、少なくとも誰かがデイライトを作成し持ち帰ったというのが公式設定のようである。
なお、『FILE2』にもデイライトとは別にアンブレラ製のワクチンが登場するが、こちらは完全にウィルスを死滅させることはできず、デイライトに比べると「抑制」程度の効果しかないとされている。とはいえ、その抑制率は100%に限り無く近く、無効化とほぼ同等の効果が期待できるらしい。